# Myosoma longius
Myosoma longius är en stekelart som beskrevs av Mason 1978. Myosoma longius ingår i släktet Myosoma och familjen bracksteklar. Inga underarter finns listade i Catalogue of Life.